# Hymenophyllum tunbrigense

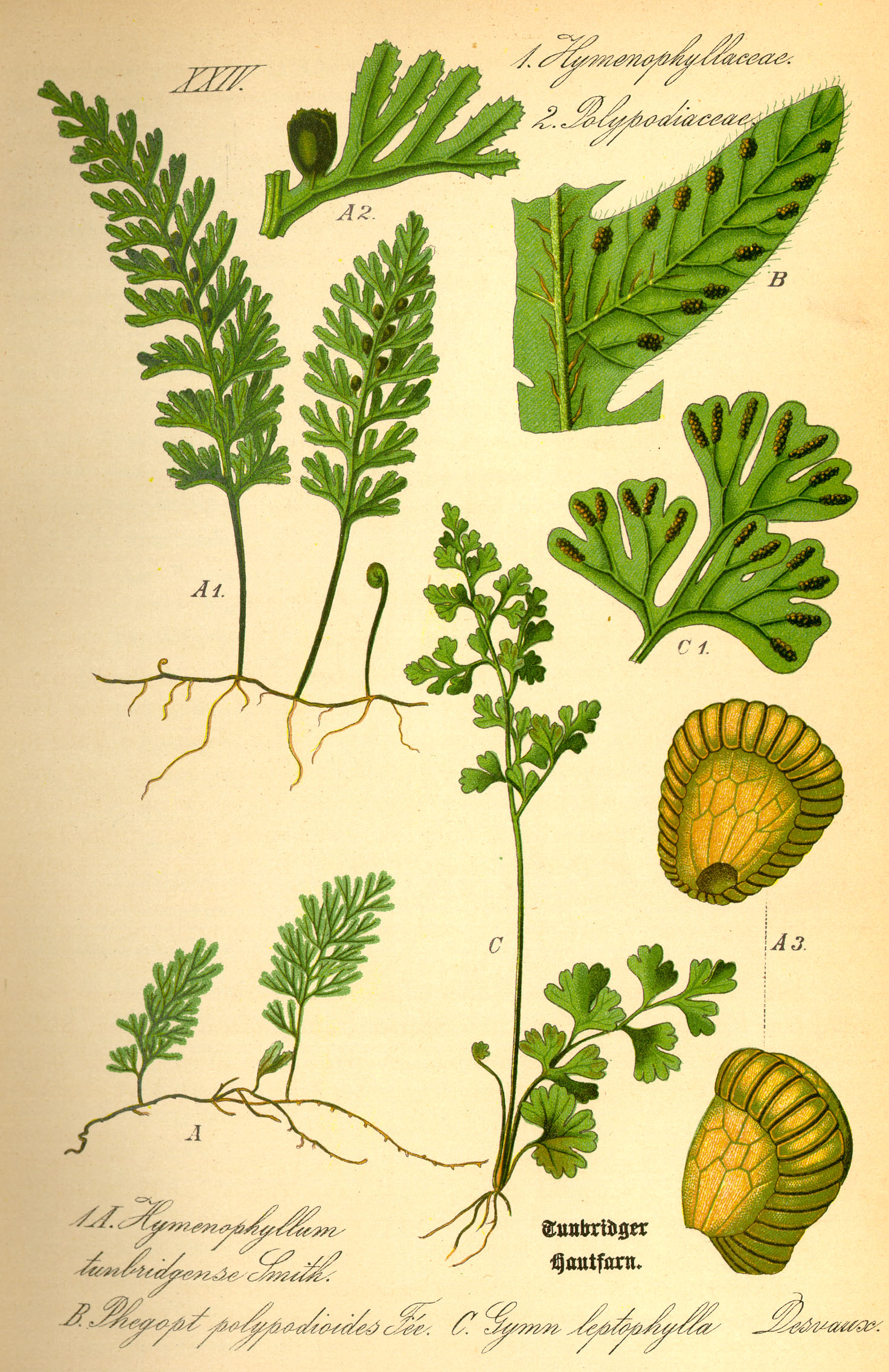
Ilustração: Hymenophyllum tunbrigense, à esquerda; em cima à direita (B) é mostrado a espécie Phegopteris connectilis, em baixo à direita (C) Anogramma leptophylla.

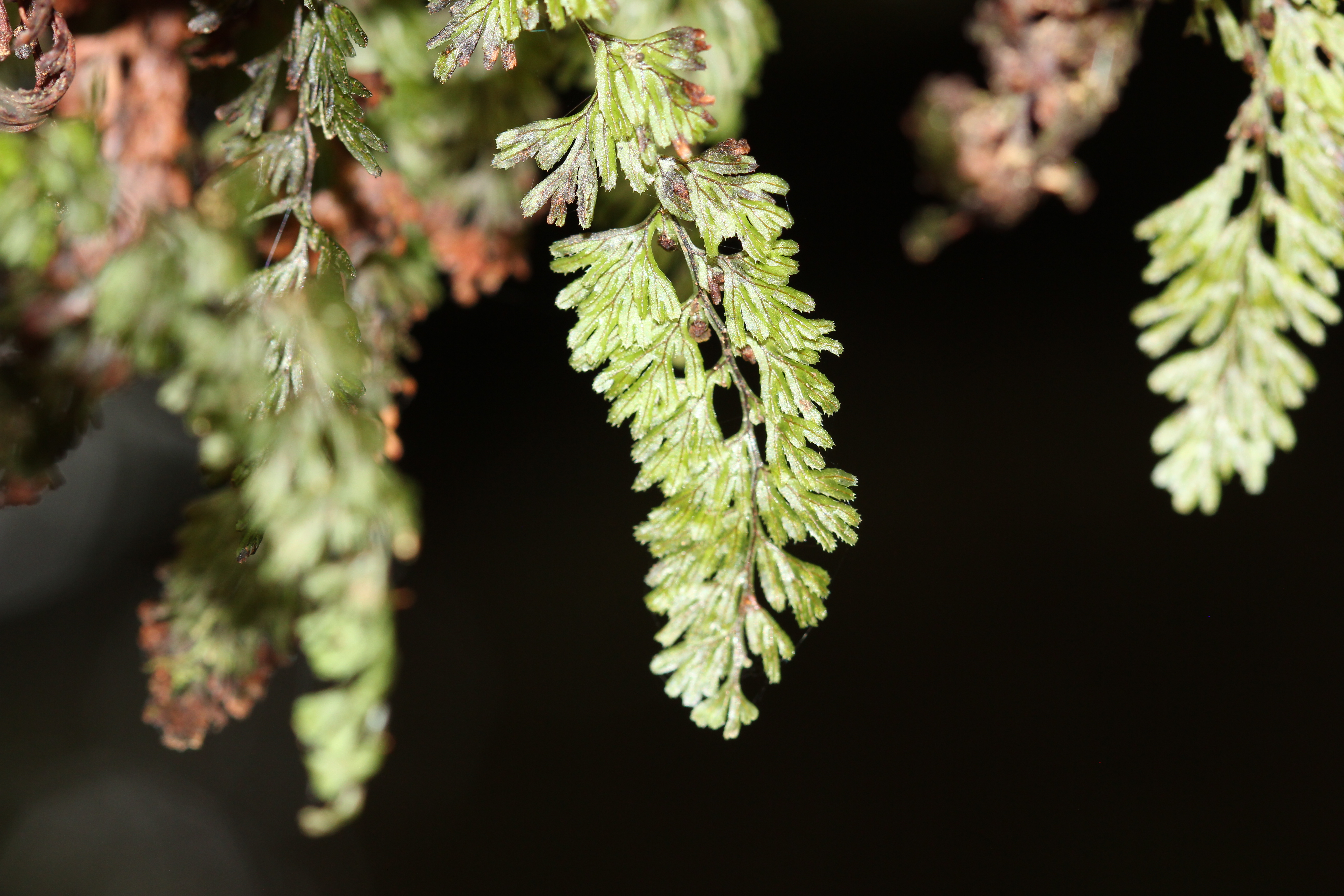
Frondes com soros.

Hymenophyllum tunbrigense é um pequeno e frágil feto feto leptosporangiado perene do género Hymenophyllum da família Hymenophyllaceae que forma grandes colónias densas de folhas sobrepostas a partir de rizomas rastejantes.

## Descrição
Hymenophyllum tunbrigense é uma planta herbácea perene relativamente pequena, que atinge apenas 2 a 6 centímetros de altura. Cresce como um musgo com um rizoma horizontal que se arrasta ao longo das rochas ou das árvores. As folhas verde-escuras-mate têm 2 a 8 centímetros de comprimento e são lobadas e relativamente finas, com apenas uma camada de células. O caule da folha tem até 3 centímetros de comprimento, é alado na parte da frente como o ráquis da folha e tem metade do comprimento da lâmina foliar duplamente pinada.
Conhecido por feto-membrabnoso, o nome comum deriva da lâmina foliar das frondes que  muito finas, com apenas uma célula de espessura, e translúcida, dando a aparência de uma película húmida. As frondes sempre verdes são bipinatífidas, profundamente e irregularmente dissectas, com cerca de 3 a 6 cm de comprimento, 2 cm de diâmetro, com estípulas aladas escuras. Em contraste com a espécie similar H. wilsonii, as frondes são mais divididas, achatadas, aderidas ao substrato e tendem a ter uma tonalidade azulada.
As frondes são monomórficas e produzem soros ao longo dos segmentos da fronde perto da ráquis. Até 5-10 soros em forma de bolsa são produzidos por fronde, cada um coberto por duas válvulas fortemente convexas e achatadas. As margens das valvas são recortadas e usadas para distinguir H. tunbrigense de H. wilsonii, espécie cujas margens são inteiras. A folha tem 7 a 15 segmentos foliares em cada lado. Os segmentos inferiores estão divididos em ambas as faces e os superiores apenas na parte anterior. As pontas das folhas são linear-alongadas e nitidamente serrilhadas, com apenas uma nervura central. As pontas são truncadas ou arredondadas na extremidade.
Os soros encontram-se na base da parte anterior das folhas. São esféricos e estão localizados no final da nervura lateral mais baixa e curta de uma secção da folha. São cobertos por dois lóbulos do véu, que são fundidos apenas na base. Estes lóbulos são semicirculares a obovados e serrilhados na metade anterior. Os esporos são esféricos a tetraédricos. Os esporos amadurecem em agosto.
Em comum com todos os fetos, H. tunbrigense apresenta um estágio gametófito no seu ciclo de vida (alternância de gerações) e desenvolve um protalo reprodutivo haploide como uma planta independente. As informações sobre o gametófito são escassas, mas é provável que seja discreto, com um talo estreito em forma de fita. O gametófito pode ser capaz de se reproduzir vegetativamente por gemas na ausência do esporófito. Gametófitos do feto Vandenboschia speciosa ( sin.: Trichomanes speciosum) foram encontrados fora da área geográfica de ocorrência do esporófito e o mesmo pode acontecer com Hymenophyllum tunbrigense.
O número cromossómico é 2n = 26.

## Taxonomia
O basiónimo para a espécie é Trichomanes tunbrigense, publicado por Carl Linnaeus em Species Plantarum em 1753, com base em material de Inglaterra e Itália. Uma das descrições que citou foi a de James Petiver, que o recolheu espécimes perto de Tunbridge Wells e o descreveu como Darea tunbrigensis minor, em honra de George Dare que o tinha recolhido na mesma localidade. James Edward Smith, no terceiro volume de English Botany, transferiu-o para o género Hymenophyllum em 1794, com base no indúsio com duas válvulas (em vez do indúsio tubular de Trichomanes sensu stricto).
A nova combinação para Hymenophyllum tunbrigense (L.) Sm. foi publicada em 1794 por James Edward Smith em Sowerby, Engl. Bot. , gravura 162. O epíteto específico tunbrigense refere-se à pequena cidade de Tunbridge Wells no condado de Kent, onde foi a espécie foi descrita pela primeira vez. A grafia de Linné de tunbrigense não deve ser alterada ou corrigida para tunbridgense, embora James Edward Smith o tenha feito quando recombinou Trichomanes tunbrigense com a descrição lineana.

## Distribuição
A área de distribuição natural estende-se desde o México através da América Central até ao lado oeste da América do Sul e inclui a África do Sul e a África Oriental. Na Europa, a espécie está limitado às regiões atlânticas da Europa Ocidental. Na Europa, está centrado nas Ilhas Britânicas, especialmente no seu lado ocidental. Também ocorre esporadicamente em ilhas como Maurícia, Tristão da Cunha e Juan Fernández, bem como nos Açores, Canárias e Madeira. Muitas ocorrências estão extintas. Na Europa, ocorre nos Açores, na Grã-Bretanha, Irlanda, Bélgica, Luxemburgo, Alemanha (única localização Bollendorf, registada em 1963), França, Espanha e Itália. As ocorrências na Península Balcânica e na República Checa estão extintas.
A espécie tem distribuição natural aparentemente cosmopolita, mas descontínua, mais frequente nas regiões oceânicas da Europa Ocidental, como as Ilhas Britânicas. Não é certo que plantas semelhantes encontradas no México, nas Antilhas, na América Central, na América do Sul, na África do Sul e na Ásia devam também ser incluídas nesta espécie. H. tunbrigense tem uma distribuição semelhante, embora distinta, da H. wilsonii, que também pode ser encontrada na América do Norte. A sua preferência de habitat pode significar que tem sido pouco registada em muitas partes menos povoadas do mundo.
Na Europa continental ocorre muito mais a leste do que a H. wilsonii, mas estes locais são muito disjuntas e podem representar populações relíquia de um período climático diferente. Muitas das populações continentais estão em declínio ou desapareceram nos últimos tempos. Nestas regiões, desenvolve-se em rochas areníticas húmidas e sombreadas entre musgos e hepáticas em locais húmidos. Desenvolve-se em comunidades de criptogâmicas epilíticas da associação Hymenophyllion.
O epíteto específico deriva de Royal Tunbridge Wells, em Kent, Inglaterra, que era uma das suas localidades orientais disjuntas na Grã-Bretanha.

## Ecologia e conservação
Os fetos membranosos (Hymenophyllum e Trichomanes) são muito vulneráveis à dessecação, o que limita os habitats em que podem sobreviver. As espécies de Hymenophyllum dependem tanto ou mais do microclima de um local do que do macroclima. H. tunbrigense está normalmente associada a afloramentos rochosos, especialmente quando estão presentes fissuras ou fendas profundas.
Hymenophyllum tunbrigense parece não se reproduzir eficazmente a partir de esporos nas actuais condições ambientais. Os gametófitos não foram identificados no campo, embora existam provas circunstanciais de que a reprodução sexual tem lugar.

## Cultivo e usos
Embora existam registos do seu cultivo (Harold Stuart Thompson cultivou um espécime de Somerset numa campânula no seu quarto durante uma década), não é geralmente cultivada. É propagada em Kew Gardens para ser restabelecida num habitat adequado.